# Strongylopsis anomala
Strongylopsis anomala là một loài tò vò trong họ Ichneumonidae.